# Czarny Las (Zduńska Wola)
Pour les articles homonymes, voir Czarny Las.
Czarny Las est une localité polonaise de la gmina de Szadek, située dans le powiat de Zduńska Wola en voïvodie de Łódź.